# Temporada da NBA de 1995–96
A Temporada da NBA de 1995–96 foi a 50.º temporada da National Basketball Association. O campeão foi o Chicago Bulls.